# Чамартин (вокзал)
Вокзал Чамарти́н (исп. Estación de Chamartín) — железнодорожный вокзал в Мадриде. Расположен на севере города в одноимённом административном округе. Является вторым железнодорожным вокзалом Мадрида после вокзала Аточа в центре столицы.
С вокзала Чамартин осуществляются железнодорожные перевозки в северо-восточном направлении Пиренейского полуострова от Саламанки до Ируна по трём основным железнодорожным магистралям: главной северной дороге, соединяющей Мадрид с Андаем (Мадрид — Авила — Вальядолид — Бургос — Миранда-де-Эбро — Витория — Сан-Себастьян — Ирун), прямой линии Мадрид — Барселона, прямой линии Мадрид — Бургос (в настоящее время не эксплуатируется) и новой скоростной линии Мадрид — Леон.

## История
Идея строительства железнодорожной станции на севере Мадрида, сообщающейся с Аточей, появилась ещё во времена Второй республики при министре общественных работ Индалесио Прието в рамках проекта прокладки новой прямой железнодорожной линии в северном направлении на Бургос, хотя тогда её планировалось возвести в другом месте, южнее современного вокзала Чамартин. Подготовительные работы начались в 1933 году, но проект был парализован гражданской войной. В конечном итоге железнодорожный вокзал Чамартин был построен на месте старого кладбища деревни Чамартин-де-ла-Роса. Торжественное открытие вокзала Чамартин состоялось в 1967 году с началом эксплуатации всех парализованных войной железнодорожных проектов, в том числе прямого сообщения между Мадридом и Бургосом, железнодорожного туннеля между Чамартином и Аточей с подземными платформами Реколетос и Нуэвос Министериос. Вокзалу Чамартин в этот момент были переданы функции по обслуживанию всех поездов дальнего следования со старого вокзала Норте (ныне Принсипе-Пио) для сокращения их времени в пути на объездах. Резкий рост пассажирооборота обусловил необходимость реконструкции имевшегося временного здания вокзала вдоль первого пути. Современный комплекс железнодорожного терминала, предусматривавший торговые площади и зоны отдыха, был построен в 1970—1975 годах.
29 июля 1979 года на вокзале Чамартин произошёл террористический акт, устроенный военно-политической группировкой ЭТА, повлёкший смерть одного человека, ранения у нескольких человек и крупный материальный ущерб. Одновременно с бомбой, заложенной в камере хранения вокзала Чамартин, террористические акты произошли также на вокзале Аточа и в аэропорту Барахас.
В 1980-е годы Испания запустила процесс санации сети железных дорог, и вокзал Чамартин превратился в главный железнодорожный узел Мадрида, хотя его золотой век тогда ещё не наступил. В 1986 году началась реконструкция вокзала Аточа под обслуживание скоростных поездов в Севилью. Чамартин с этого момента обслуживал всё железнодорожное сообщение города за исключением поездов из Галисии, прибывавших на вокзал Норте. После сдачи в эксплуатацию Аточи в 1992 году значение вокзала Чамартин пошло на спад: его не включили в проект развития скоростного железнодорожного сообщения, а прочие поезда дальнего следования были также переданы Аточе.
С 2004 года вокзал Чамартин находится в процессе трансформации, который призван вернуть ему былые лидирующие позиции. В декабре 2007 года с вокзала Чамартин было запущено движение скоростных поездов в Вальядолид. В июле 2008 года был введён в эксплуатацию новый железнодорожный туннель, соединивший Чамартин с Аточей с платформой на Пуэрта-дель-Соль.